# Ong Namo Guru Dev Namo
 (août 2023).
Ong Namo Guru Dev Namo ou adi mantra est un mantra utilisé dans la pratique du yoga kuṇḍalinī en début de pratique.
Il est traduit par « Je m'incline face à l'énergie première et créatrice, je m'incline face à la sagesse subtile et divine », ou encore « Je m’incline devant ma plus haute conscience ».